# Portfolioinvestition
Im Gegensatz zu den Direktinvestitionen steht für die Anleger in (Auslands)-Portfolioinvestitionen nicht der kontrollierende Aspekt im Vordergrund. Vielmehr sind die Kapitalgeber daran interessiert, an den Profiten ausländischer Unternehmen an Kapitalerträgen (Renditen) teilzuhaben. Diese mittelbare Investitionsmöglichkeit wird in der Bilanz des langfristigen Kapitals einer nationalen Zahlungsbilanz erfasst. Zu den geläufigsten Portfolioinvestitionen zählen Anlagen in Wertpapieren wie Aktien, festverzinsliche Wertpapiere sowie Investmentzertifikate. 
Auch bei den Portfolioinvestitionen gilt der wirtschaftlich rationale Leitspruch: „Kapital hat eine rationale Logik, es wird dahin gehen, wo es Geld verdienen kann, es wird logische Entscheidungen treffen, wo und wie es investiert. Wenn ihm eine bestimmte Region oder eine bestimmte Industrie nicht gefällt, geht es woanders hin. Regierungen und Gesellschaften, die sich dieser Marktlogik entziehen, werden bestraft.“ (Quelle „Leitspruch“: Paul Kennedy 1996)
In der Kapitalbilanz werden neben Unternehmensbeteiligungen auch Kreditvergaben und Derivate als indirekte Auslandsinvestitionen betrachtet.